# Lia Mann

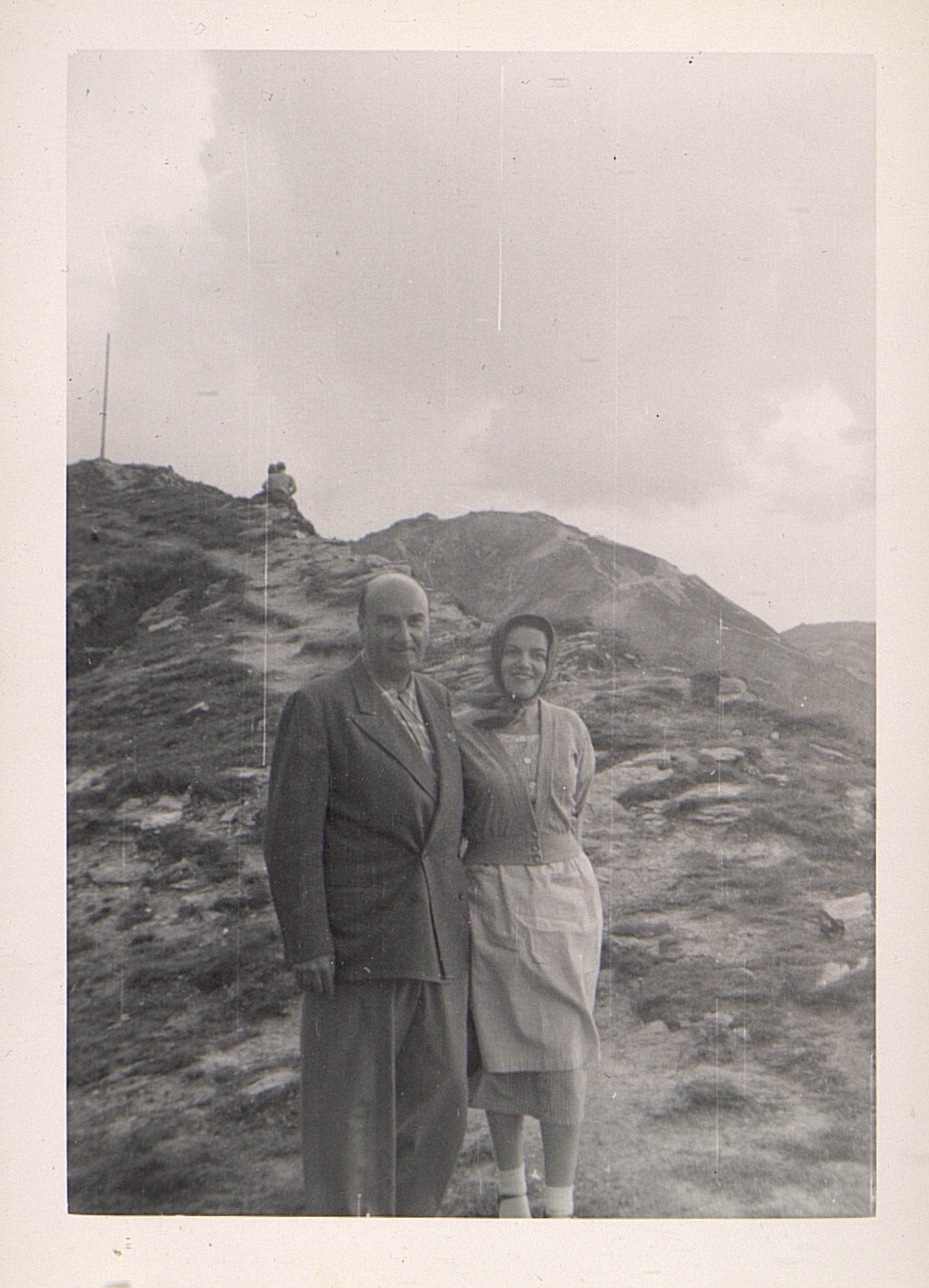
Lia und Erich Mann

Lia Mann (* 10. Juli 1919 in Wien; † 25. September 2020) war eine jüdische Schriftstellerin und Aktivistin.

## Leben
Lia Mann wurde in Wien als einziges Kind des Juristen und Journalisten Arnold Friedmann und seiner Frau Mina, urspr. Bardach, geboren. Die Familie stammte ursprünglich aus der ukrainischen Stadt Kolomea, wo diese Immobilien besaß und zudem einen Teil der Ölindustrie bildete. Von 1929 bis 1939 lebten sie in Warschau, wo ihr Vater eine Position als Direktor des Zentralverbandes der Seifenindustrie Polens innehatte. Er war auch Herausgeber von Fachzeitschriften in der Kerzen- und Seifenindustrie. Lias Mutter war eine akademische Malerin und besaß eine Damentaschen- und Handschuherzeugung in Warschau.
Nachdem Lia ihre Schulzeit in Wien und anschließend in Warschau verbracht hatte, begann sie 1938 ihr Studium in London. Dort blieb sie bis Ende 1943 und entkam somit zufällig der Zeit des Nationalsozialismus.
Lias Eltern, Arnold und Mina Friedmann, waren gezwungen, Europa aufgrund der Naziherrschaft und des Krieges zu verlassen. Kurz vor Kriegsbeginn waren Lia und ihre Eltern im Urlaub in Frankreich. Lia kehrte nach London zurück, um ihr Studium fortzusetzen. Ihre Eltern hatten jedoch Rückfahrkarten nach Warschau, konnten aber aufgrund des Kriegsausbruchs nicht zurückkehren. Das Paar verbrachte zwei Jahre in Frankreich, bis sie schließlich ein Einreisevisum für die USA erhielten. Sie standen aufgrund ihrer Gefährdung auf einer Emergency-Liste und erhielten daraufhin Einwanderungsgenehmigungen in Marseille. Die beiden zogen weiter nach Kansas City, wo Lia Manns Vater, Arnold Friedmann, am 10. April 1943 an Krebs verstarb.

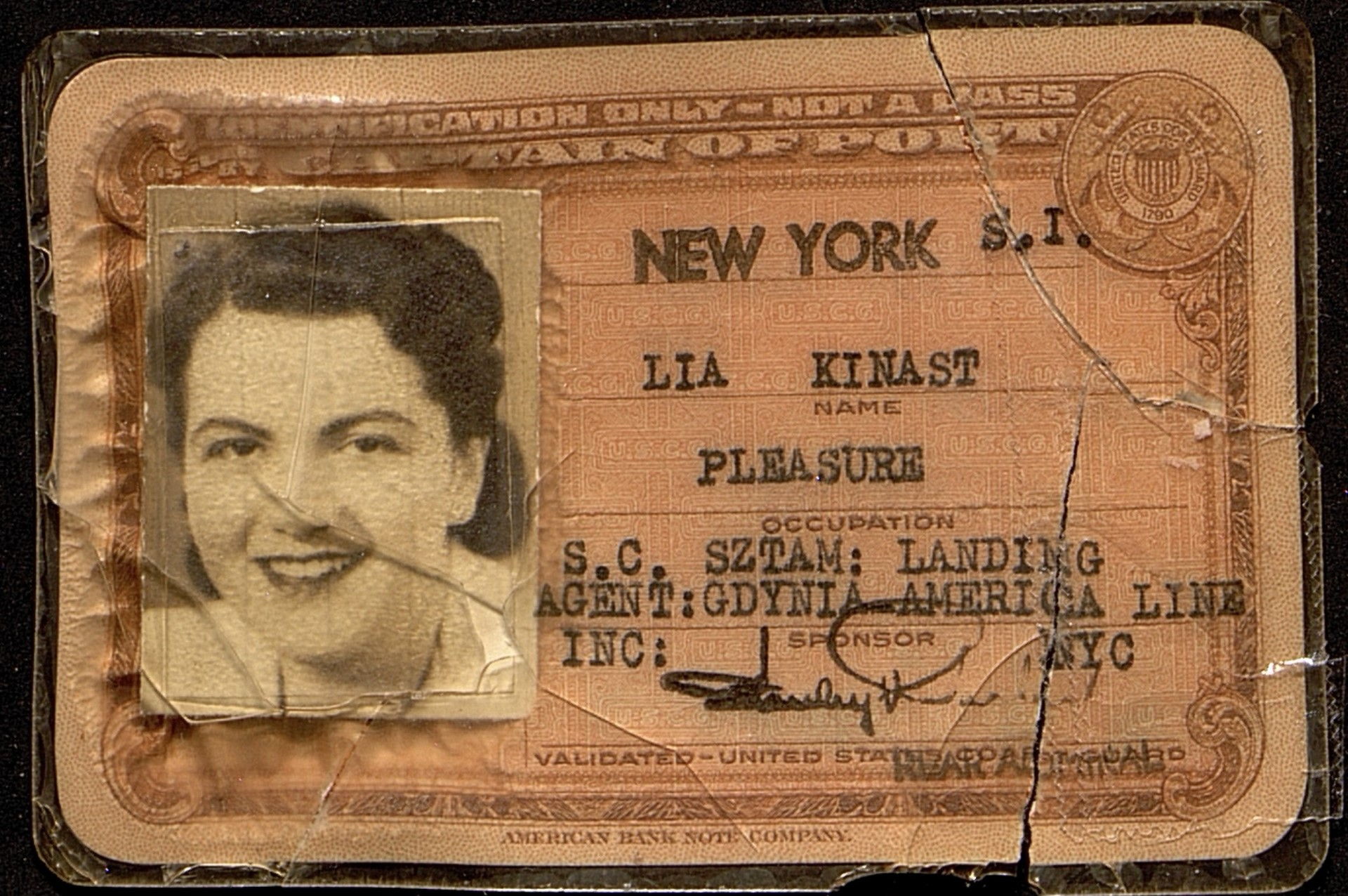
Ausweis in NYC

Im Jahr 1944 zog Lia nach New York, wo sie ihre Mutter wieder traf. Dort konnte Lia noch zwei Jahre mit ihrer Mutter verbringen, die 1946 im Alter von 58 Jahren verstarb. Während des Krieges kamen insgesamt 48 Familienmitglieder von Lia Mann durch den Nationalsozialismus um. Ihre Cousine überlebte den Krieg mit falschen Papieren als Dienstmädchen, verlor jedoch ihren Mann und ihr erstes Kind. Sie war Juristin, Schriftstellerin und Übersetzerin.
Lia Mann heiratete 1950 ihren dritten Ehemann, Erich Mann, der als Schriftsteller und Autor von Reiseführern bekannt war. Gemeinsam bereisten sie die Welt, während Lia als seine Assistentin fungierte. Im Jahr 1965 zog das Paar nach Locarno in der Schweiz, wo Erich Mann zwei Jahre später verstarb.
Dokumente zu Lia Manns Leben wurden von einem Angehörigen, Xavier Schapira, an die Bibliotheque de l'Alliance Israélite Universelle gespendet.

## Verluste
Immobilien  der Familie in Wien wurden von der deutschen Besatzung enteignet und trotz zahlreicher Bemühungen den Besitz nach dem Ende des Krieges zurückzuerlangen, gelang es ihr nur teilweise, eine Entschädigung zu erhalten. Unter anderem wurden Petroleumgruben in Polen, ein Mehrfamilienhaus in Wien, eine Wohnung in Warschau, die sich über ein Jahrhundert im Familienbesitz befunden hat, dazu etliche antike Möbel, eine seltene Bibliothekssammlung von mehr als 5000 Bänden sowie weitere Wertgegenstände, darunter vor allem jüdisch rituelles Silber, eine handgeschriebene Sefer Tora, als auch weitere Sammlerstücke enteignet bzw. entwendet.